# Comuna Popivka, Konotop
Popivka (în ucraineană Попівка) este o comună în raionul Konotop, regiunea Sumî, Ucraina, formată din satele Popivka (reședința), Rivceakî, Selîșce și Tulușka.

## Demografie
Componența lingvistică a comunei Popivka
     Ucraineană (97,89%)
     Rusă (1,69%)
     Alte limbi (0,41%)
Conform recensământului din 2001, majoritatea populației comunei Popivka era vorbitoare de ucraineană (97,89%), existând în minoritate și vorbitori de rusă (1,69%).